# Midori no Makibaō
Midori no Makibaō (みどりのマキバオー lit. Rey del prado verde?) es una serie de manga escrita e ilustrada por Tsunomaru y serializado en Weekly Shōnen Jump. Se emitió una adaptación de anime entre 2 de marzo de 1996 al 12 de julio de 1997.

## Argumento
Midori Makibaō es una pequeña mula blanca. En comparación con los otros caballos de pura sangre, su tamaño físico es comparable al de un burro con fosas nasales anchas. Sin embargo, con agallas y velocidad como sus armas, Makibaō gana en todas las grandes carreras. 
Al comienzo de su carrera, Makibaō tiene problemas para debutar como un caballo de carreras. Pero tiene razones para superar sus dificultades; un caballo rival de toda la vida llamado Superhorse Cascade, que Makibaō necesita derrotar. Además, está decidido a recuperar a su madre, Midori, un caballo que se había llevado para pagar deudas. 
Hay muchas dificultades que Makibaō tiene que superar, pero prospera en una serie de carreras para convertirse en un gran caballo de carreras. 

## Personajes
Caballos
Midori Makibaō / Tarezo Unko (ミドリマキバオー / うんこたれ蔵 Unko Tarezō?)
Seiyū: Inuko Inuyama
Cascade (カスケード Kasukēdo?)
Seiyū: Tesshō Genda
Amago Wakuchin (アマゴワクチン?)
Seiyū: Yasunori Matsumoto
Nitronics (ニトロニクス Nitoronikusu?)
Seiyū: Kōji Ishii
Ancalgia (アンカルジア Ankarujia?)
Seiyū: Yoshiko Kamei
Beanaccle (ベアナックル Beanakkuru?)
Seiyū: Takashi Nagasako
Tū Cutter (トゥーカッター Tūkattā?)
Seiyū: Nobuaki Fukuda
Morriaror (モーリアロー Mōriarō?)
Seiyū: Misato Yamada
Satomi Amazon (サトミアマゾン Satomi Amazon?)
Seiyū: Eiji Itō
Makibako (マキバコ?)
Seiyū: Ikue Ōtani
Blitz (ブリッツ Burittsu?)
Midoriko (ミドリコ?)
Seiyū: Mizuka Arima
Hiropon (ヒロポン?)
Peter II (ピーターII Pītā II?)
Seiyū: Jūrōta Kosugi
Shabitel (ツァビデル Shabiteru?)
Seiyū: Akio Ōtsuka
El Salem (エルサレム Eru Saremu?)
Fried Chicken (?)
Seiyū: Toru Ohkawa

### Otro
Wakazou (?)
Seiyū: Akira Ishida
Genjirou (?)
Seiyū: Kenichi Ogata
Katsu (?)
Seiyū: Minami Takayama
Chuubei (?)
Seiyū: Shigeru Chiba
Nobuhiko Horie (?)
Seiyū: Takeshi Watabe

## Medios de comunicación

### Anime

#### Lista de episodios
| #  | Título                                                                                                  |
| -- | --- |
| 1  | «Naciendo, Makibao lo fue!» (生まれてオドロいた!)                                                       |
| 2  | «¡El burrito está densamente caído, el almacén!» (うんこたれ蔵!)                                        |
| 3  | «¡Domador de Orge!» (鬼の調教師!)                                                                       |
| 4  | «¡Apariencia en cascada!» (カスケード登場!)                                                             |
| 5  | «¡Se vuelve inútil!» (だめになる!)                                                                      |
| 6  | «¡Está parado, es el almacén de la aleta que es!» (立つんだたれ蔵!)                                     |
| 7  | «¡¿Alguien monta?!» (誰がのるの?!)                                                                      |
| 8  | «El rey del rancho verde» (みどり牧場の王様)                                                            |
| 9  | «¡Se vuelve fuerte, asustado!» (強くなるぞっ!!)                                                         |
| 10 | «¡Debut de tormenta!» (嵐のデビュー!!)                                                                  |
| 11 | «¡Empuje! ¡Almacén Flap!» (つっこめ! たれ蔵!!)                                                          |
| 12 | «¡¿Cualquiera de los dos es fuerte?!» (どっちが強いの!?)                                                |
| 13 | «¡Asesino negro!» (黒い殺し屋!)                                                                         |
| 14 | «¡No seas demasiado confiado!» (甘ったれるな〜!!)                                                       |
| 15 | «¡No más dudas!» (もう迷わない!)                                                                        |
| 16 | «¡Inconmensurable!» (はかったな!!)                                                                      |
| 17 | «¡Apartar con el pie! ¡Barro!» (けちらせ! 泥んこ!!)                                                     |
| 18 | «¡Vamonos! Operación de bailarina» (行け!! バレリーナ作戦)                                              |
| 19 | «¡Debut de Cascade!» (カスケードデビュー!!)                                                             |
| 20 | «Triángulo Mágico» (魔のトライアングル)                                                                 |
| 21 | «¡Espíritu 200%!» (根性200%!!)                                                                          |
| 22 | (ハハキトク)                                                                                            |
| 23 | «¡Prueba de lluvia! ¡Mañana de la Copa Asahi!» (試練の雨! 朝日杯の朝!!)                                 |
| 24 | «¡1600m de supervivencia!» (1600Mのサバイバル!!)                                                        |
| 25 | «¡Competencia entre los tres más fuertes! ¡¿Quién es el ganador?!» (三強激走!! 勝つのは?!)              |
| 26 | «¡A los prados blancos, Mongolia!» (勝負あり?! 菅助涙のムチ!!)                                          |
| 27 | «¡Una lucha de hombre a hombre en el desierto!» (白い草原、モンゴルへ!)                                 |
| 28 | «¡Despertado! ¡Poder salvaje!» (原野の一騎討ち!!)                                                       |
| 29 | «¡Despierto! ¡Poder de lo salvaje!» (目覚めろ!! 野生の力!!)                                             |
| 30 | «¡Fuerte ataque! ¡La lucha mortal de la ira!» (たれ蔵・命がけの疾走!!)                                  |
| 31 | «¡La casa de la suerte del diablo!» (猛突進!! 怒りの死闘!!)                                             |
| 32 | «¡Falta! ¡Determinación de Ro!» (悪魔のラッキーホース)                                                  |
| 33 | «¡Duelo! ¡Carrera peligrosa!» (反則あり! アローの執念!!)                                                |
| 34 | «¡Choque! ¡El espíritu herido!» (対決! 危険なレース!!)                                                  |
| 35 | «¡Dos trampas! ¡Comienzo de la competencia!» (激突!! 傷だらけの根性!!)                                  |
| 36 | «¡Un milagro blanco!» (2つの罠! 皐月賞スタート!!)                                                       |
| 37 | «¡Temblar! ¡El enemigo invisible!» (起こせ!! 白い奇跡!!)                                                |
| 38 | «¡Batalla feroz! ¡Derby de Japón!» (戦慄!! 見えない敵!!)                                                |
| 39 | «¡Llegar a la meta de Japón!» (激闘!! 日本ダービー!!)                                                   |
| 40 | «¡Informe! ¡A la meta de Japón uno!» (届け!! へ日本一のゴール!!)                                        |
| 41 | «Visitando a la madre» (母を訪ねてばんえい競馬)                                                         |
| 42 | «Es ser para obtener, Desafío del ambicioso Makibao de las carreras de caballos» (宿敵・ヒゲ親子の野望) |
| 43 | «¡Inn Enemy con padre e hijo!» (マキバコからの挑戦!)                                                    |
| 44 | «¡Adiós!» (さらばおかーちゃん!!)                                                                        |
| 45 | «¡Entrenamiento intensivo secreto de la parte interior de la montaña!» (山奥の秘密特訓!!)               |
| 46 | «¡¿Accidente?! ¡¿Almacén de aletas de gran transformación?!» (異変?! たれ蔵大変身?!)                    |
| 47 | «¡Comienzo! ¡Crisantemo flor premio de determinación!» (発走!! 決意の菊花賞!!)                          |
| 48 | «¡Ayudante cierta victoria! ¡Ayuda juego grande!» (先手必勝!! 菅助の大勝負!!)                           |
| 49 | (崩壊!! 黒い帝王伝説!!)                                                                                 |
| 50 | (新コーチ・ツァビデル!!)                                                                                |
| 51 | «¡El burrito está densamente caído, el almacén!» (激突!! 決戦の有馬記念!!)                              |
| 52 | (命がけのラストスパート!!)                                                                              |
| 53 | (注げ全力!! 最後の決着!!)                                                                               |
| 54 | (はらぺこ! たれ蔵裁判)                                                                                  |
| 55 | (アメリカのマキバオー!!)                                                                                |
| 56 | (とらわれのマキバコ!!)                                                                                  |
| 57 | (発見?! 幻の最強馬!!)                                                                                   |
| 58 | (恐怖のマグネット作戦!!)                                                                                |
| 59 | (大暴れ!! アマゾン脱出!!)                                                                               |
| 60 | (史上最大のレース!!)                                                                                    |
| 61 | (走れ!! 世界のマキバオー!!)                                                                             |

### Tema principal
Hashire Makibaō (走れマキバオー, Run, Makibaō) por FMAP

### Tema final
Tottemo Umanami (とってもウマナミ, A Very Good Average) por MEN'S 5